# Aleksandyr Simeonow
Aleksandyr Simeonow, bułg. Александър Симеонов (ur. 6 stycznia 1986 w Sofii) – bułgarski siatkarz, występujący na pozycji przyjmującego. Od sezonu 2020/2021 występuje w drużynie Pirin Bałkanstroj.

## Sukcesy klubowe
Puchar Bułgarii:
- 2004, 2006, 2019, 2020

Mistrzostwo Bułgarii:
- 2004, 2005, 2006, 2009
- 2007, 2019, 2020
- 2010, 2014, 2017

Mistrzostwo Iranu:
- 2012

Mistrzostwo Białorusi:
- 2013

MEVZA:
- 2015

Mistrzostwo Austrii:
- 2015

Superpuchar Bułgarii:
- 2019